# St.-Jakobus-Kathedrale (Jerusalem)

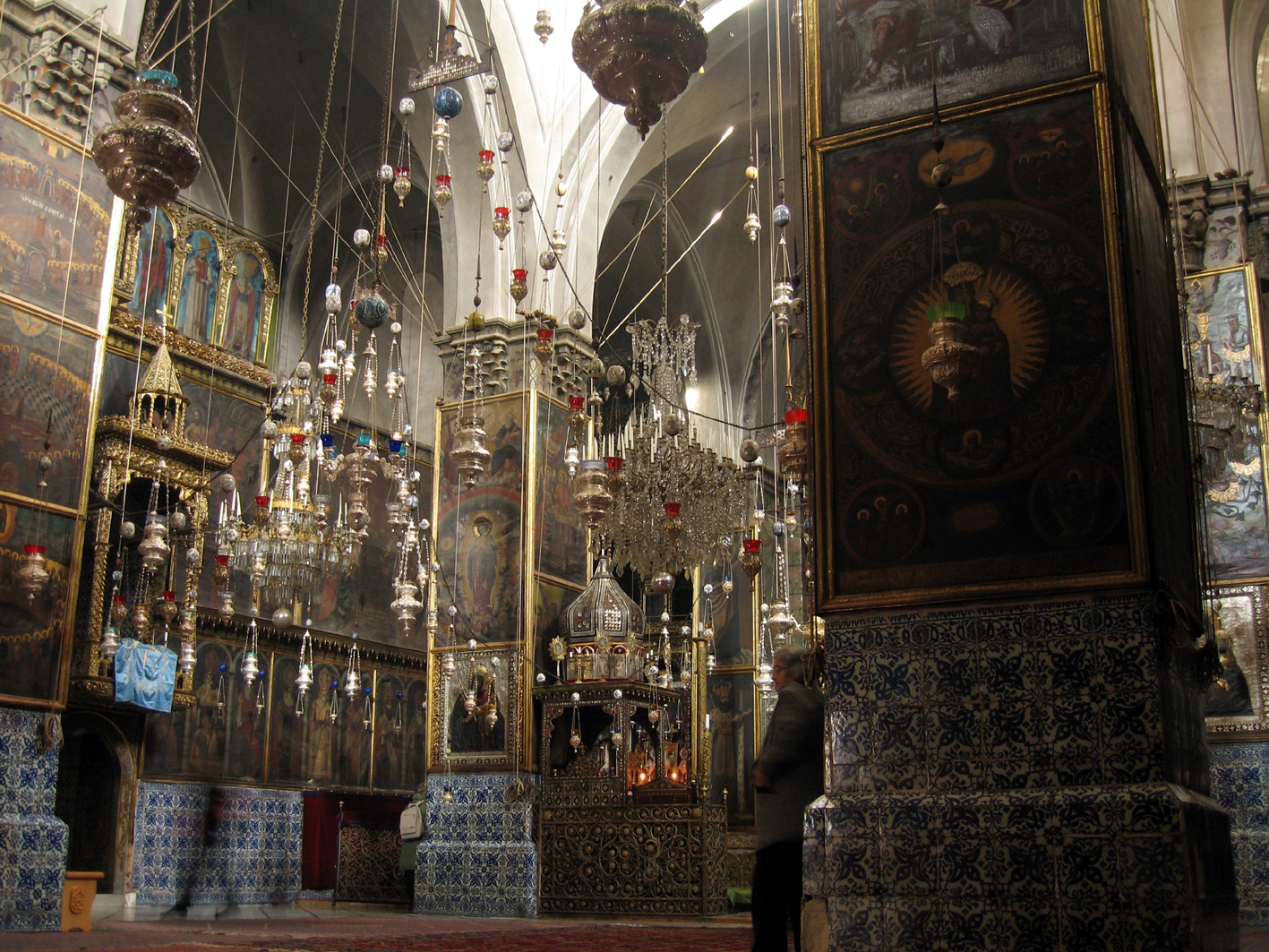
Blick in die Kathedrale

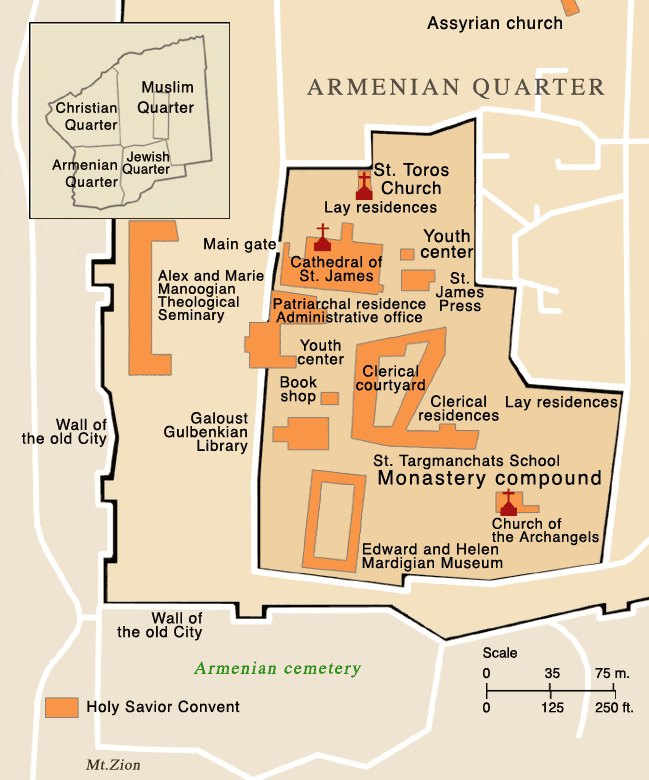
Karte des armenischen Viertels mit der Kathedrale

Die St.-Jakobus-Kathedrale in Jerusalem ist die Kathedrale des armenischen Patriarchen von Jerusalem. Sie liegt im armenischen Viertel der Altstadt. In unmittelbarer Nachbarschaft der Kathedrale liegt der Sitz des Patriarchen sowie zahlreiche weitere Einrichtungen des armenischen Patriarchats.
Ein erster Bau wurde beim Einfall der Perser im Jahre 614 zerstört. Der heutige dreischiffige Kuppelbau stammt im Wesentlichen aus dem 12. Jahrhundert. Die Vorhalle wurde im 17. Jahrhundert angefügt. Die Gewölbe sind mit schmückenden Chatschkaren („Kreuzsteinen“) ausgestattet.

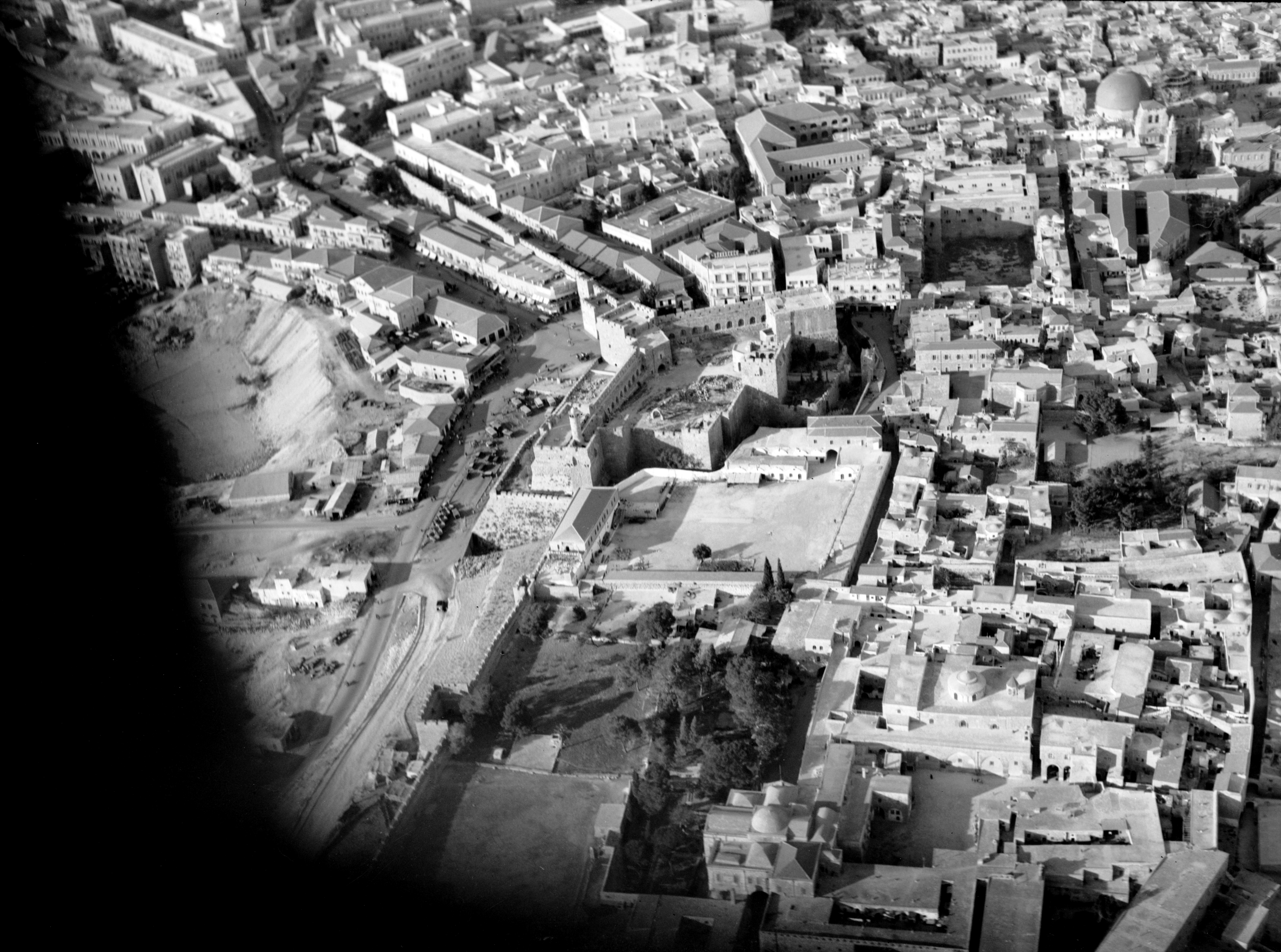
Jakobuskathedrale mit Mittelkuppel und östlicher Laterne am Pflasterhof (im Foto unten rechts), Luftbild 1931

Die Kirche ist dem Doppelpatrozinium  des Apostels Jakobus des Älteren und des heiligen Jakobus des Gerechten versehen. Der Überlieferung zufolge ließ Herodes Agrippa I. den Apostel hier durch das Schwert hinrichten (Apg 12,2 ) und Maria habe hier gesessen, als man ihr den Kopf des Apostels überbrachte. Die Schädelreliquie befindet sich in der Kirche, die übrigen Jakobusreliquien befinden sich der Überlieferung nach in der Kathedrale von Santiago de Compostela. Die Reliquien Jakobus des Gerechten, der in der Bibel der Bruder des Herrn genannt wird, und der erster Bischof der Jerusalemer Urgemeinde war, befinden sich ebenfalls in der Kirche. Die Reliquien befanden sich zunächst unter einem der beiden verzierten Throne vor dem Hauptaltar, später wurden sie unter den Hauptaltar gebracht.